# Feministing
Feministing.com — феміністичний блог, заснований у 2004 році сестрами Джесікою та Ванессою Валенті. На піку популярності блог відвідувало 1,2 мільйона унікальних відвідувачів щомісяця. За словами його авторок Лорі Адельман та Майї Дюзенбері, блог допоміг популяризувати термін «Слатшеймінг». Остатанній пост блогу був опублікований у грудні 2019 року.

## Мета та аудиторія
Сестри Ванесса і Джессіка Валенті почали феміністичну діяльність у 2004 році, працюючи у Національній організації жінок (тепер Legal Momentum), де Джессіка відчувала, що молодих феміністок виключають з феміністичного дискурсу. Вона описує мету Feministing як «шлях пройти крізь фільтр мами» та зробити фемінізм більш доступним для молодих жінок, надавши молодим феміністкам видимість в Інтернеті. Феміністінг охоплює різноманітні теми, починаючи від обурення заходами щодо обмеження репродуктивних прав чи висвітлення прикладів попкультури, наприклад, пісуарів, які мають форму вульви. Статті у Feministing не є виключно політичними, але також стосуються феміністичних поглядів і спостережень із повсякденного життя співробітниць. Його іноді називають Інтернет-продовженням феміністичного руху третьої хвилі. Він популярний серед молодих феміністок. Feministing також має розділ коментарів. Читачки публікують коментарі до дописів редакції та публікують власні статті на порталі спільноти.